# Hubert Gomerski

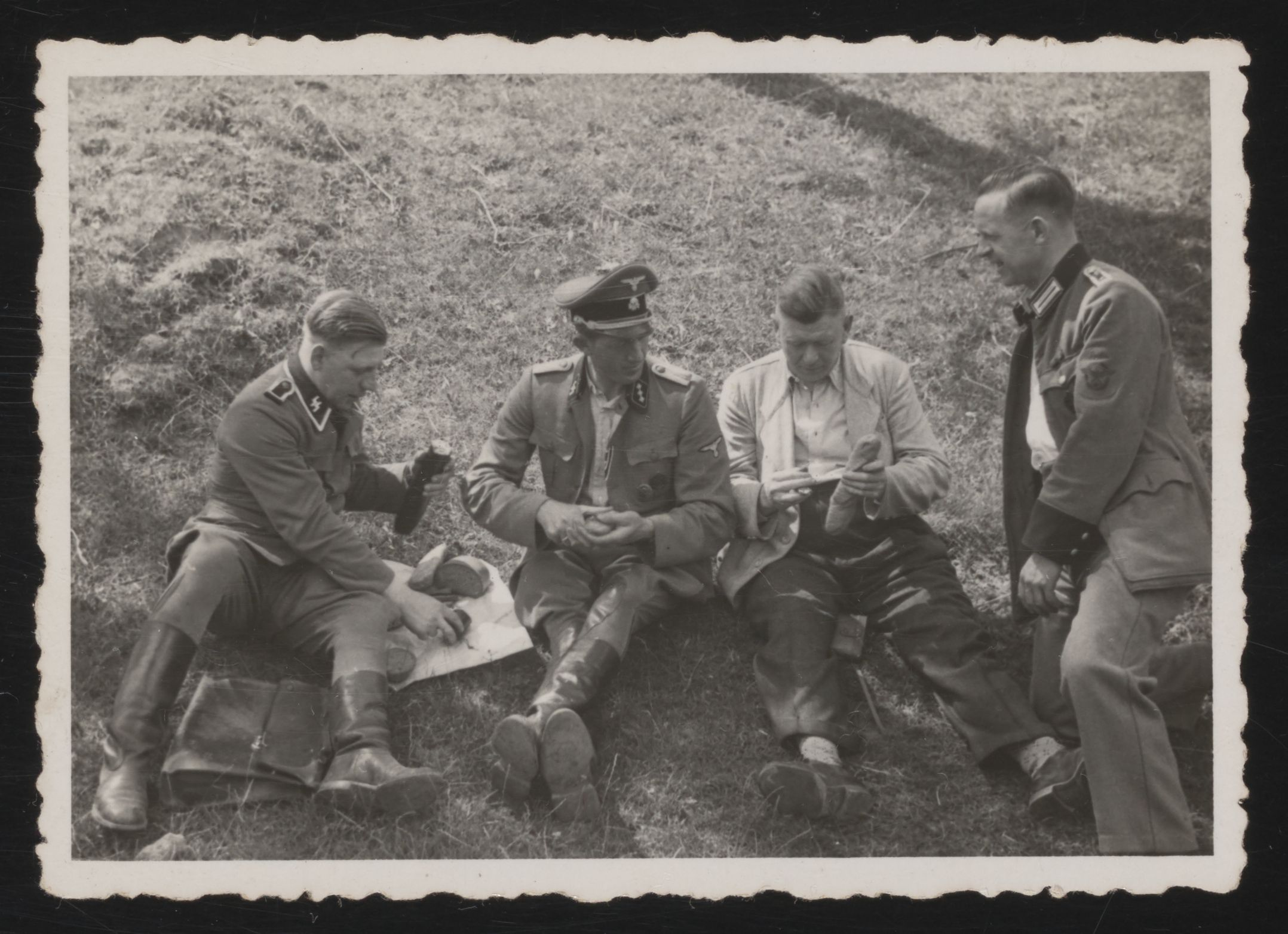
Hubert Gomerski, Johann Niemann, Reiseführer und Fahrer in Urlaub (1943)

Hubert Gomerski (* 11. November 1911 in Schweinheim (Aschaffenburg); † 28. Dezember 1999 in Frankfurt am Main) war als deutscher SS-Unterscharführer an der „Aktion T4“ und der „Aktion Reinhardt“ beteiligt. Gomerski wurde aufgrund seiner im Vernichtungslager Sobibor begangenen Verbrechen im August 1950 zu lebenslanger Haft verurteilt.

## Leben
Gomerski, Sohn eines Werkzeugmachers, wuchs mit acht Geschwistern auf. Er erlernte nach seiner Schulzeit ab 1927 den Beruf eines Eisendrehers. Er trat zum 1. Dezember 1931 der NSDAP (Mitgliedsnummer 760.774) und 1931 der SS bei. Nach Ausbruch des Zweiten Weltkrieges wurde er im November 1939 zu den SS-Totenkopfstandarten militärisch ausgebildet und im Januar 1940 zur Berliner Polizei versetzt. Im Frühjahr 1940 wurde Gomerski im Rahmen der „Aktion T4“ zum Dienst in der NS-Tötungsanstalt Hartheim verpflichtet, wo er Bürotätigkeiten verrichtete und später als Leichenbrenner tätig war. Zwischenzeitlich wurde er zur Zentraldienststelle T4 versetzt, da ihm bei der Leichenverbrennung übel wurde. Danach wurde er in die NS-Tötungsanstalt Hadamar versetzt und war wieder mit der Leichenverbrennung der Vergasungsopfer beschäftigt. Nach der Einstellung der Morde in Hadamar wurde Gomerski im Rahmen der „Aktion Reinhardt“ im April 1942 in das Vernichtungslager Sobibor versetzt. Dort führte er ebenso wie Werner Dubois die Aufsicht im Waldkommando. Er galt unter den Häftlingen als grausam: „Gomerski tötete die Gefangenen mit einem Stock, in den Nägel eingelassen waren.“ Während des Aufstandes von Sobibor befand sich Gomerski auf Urlaub.
Nach Beendigung der „Aktion Reinhardt“ wurde Gomerski im Spätherbst 1943, wie auch der Großteil des Personals der „Aktion Reinhardt“, zur Operationszone Adriatisches Küstenland nach Triest versetzt. Hier war er Angehöriger der „Sonderabteilung Einsatz R“, die der „Judenvernichtung“, der Konfiszierung jüdischen Vermögens und der Partisanenbekämpfung diente. Im Zuge des nahenden Kriegsendes zogen sich Ende April 1945 die Einheiten der „Sonderabteilung Einsatz R“ aus Norditalien zurück und Gomerski gelangte wieder nach Deutschland.
Nach dem Ende des Zweiten Weltkrieges wurde Gomerski wegen der „Euthanasiemorde“ in Hadamar im sogenannten Hadamar-Prozess am 21. März 1947 von der Beihilfe zum Mord freigesprochen. Aus der Untersuchungshaft wurde Gomerski am 2. Juli 1947 entlassen. Anschließend war er als Kraftfahrer beschäftigt. Gomerski war verheiratet und Vater zweier Kinder. Aufgrund einer Aussage Josef Hirtreiters, der bereits 1946 aufgrund des Ermittlungsverfahrens bezüglich der Tötung Behinderter in der „Euthanasie“-Anstalt Hadamar festgenommen und 1951 im ersten Treblinka-Prozess zu lebenslanger Haft verurteilt wurde, ermittelte die Staatsanwaltschaft Frankfurt gegen Gomerski und Johann Klier, der ebenfalls in Sobibor eingesetzt war. Die Verhandlung vor dem Landgericht Frankfurt am Main beinhaltete als Verfahrensgegenstand die Teilnahme an Massentötungen in Sobibor. Im Einzelnen betraf dies die Selektion der Insassen von eintreffenden Bahntransporten sowie die Misshandlung und Erschießung von Juden. Das Verfahren endete am 25. August 1950 mit der Urteilsverkündung. Während Klier freigesprochen wurde, erhielt Gomerski wegen Mordes in einer unbestimmten Anzahl von Fällen eine lebenslange Zuchthausstrafe. Das Urteil wurde 1972 durch den BGH aufgehoben. Nach seiner Entlassung wurde 1977 durch das Schwurgericht Frankfurt am Main der Tatvorwurf gegen Gomerski auf „Beihilfe zu gemeinschaftlichem Mord“ reduziert. Auch dieses Urteil hob der BGH auf. Eine dritte Verhandlung wurde 1981 wegen Verhandlungsunfähigkeit Gomerskis vorübergehend und 1984 endgültig eingestellt. Gomerski starb am 28. Dezember 1999 in Frankfurt am Main.